# Philippe Renaud
Philippe Renaud (ur. 23 listopada 1962 w Créteil) – francuski kajakarz, kanadyjkarz. Brązowy medalista olimpijski z Seulu.
Brał udział w dwóch igrzyskach olimpijskich (IO 84, IO 88). W 1988 zajął trzecie miejsce w kanadyjkowej dwójce na dystansie 500 metrów, wspólnie z nim płynął Joël Bettin. W 1989 zdobył dwa brązowe medale mistrzostw świata na dystansie 500 metrów w kanadyjkowej dwójce i czwórce. W 1991 zdobył srebro mistrzostw świata w czwórce na dystansie 500 metrów. 
Kajakarzami i medalistami olimpijskimi byli również jego ojciec Marcel i brat Éric.